# Толково (Псковская область)
Толково — деревня в Бережанской волости Островского района Псковской области.
Расположена в 22 км к юго-западу от центра города Остров и в 9 км к западу от деревни Федосино. Севернее находится деревня Пузыркино, южнее — Пальцево.
Численность населения деревни по состоянию на 2000 год составляла 9 человек.
До 2005 года деревня входила в состав ныне упразднённой Пальцевской волости с центром в д. Федосино.